# Asteromenia
Asteromenia, rod crvenih algi iz porodice Hymenocladiaceae, dio reda Rhodymeniales. Taksonomski je priznat i postoji sedam priznatih vrsta

## Vrste
1. Asteromenia anastomosans (Weber Bosse) G.W.Saunders, C.E.Lane, C.W.Schneider & Kraft
2. Asteromenia bermudensis G.W.Saunders, C.E.Lane, C.W.Schneider & Kraft
3. Asteromenia exanimans G.W.Saunders, C.E.Lane, C.W.Schneider & Kraft
4. Asteromenia kimberleyensis Huisman & G.W.Saunders
5. Asteromenia peltata (W.R.Taylor) Huisman & A.J.K.Millar - tip
6. Asteromenia poeciloderma Huisman & G.W.Saunders
7. Asteromenia pseudocoalescens G.W.Saunders, C.E.Lane, C.W.Schneider & Kraft